# Emīlija Sonka
Emīlija Sonka (russisch Эмилия Язеповна Сонк/Emilija Jasepowna Sonk; * 4. November 1938 als Emīlija Putnina in Kuldīga) ist eine ehemalige sowjetische Radrennfahrerin.

## Sportlicher Werdegang
Sonka wuchs zunächst in Alsunga auf. Von 1954 bis 1959 wurde sie an der Sportschule in Kuldīga ausgebildet. Nachdem sie im Alter von 18 Jahren die lettische Schulspartakiade gewonnen hatte, wurde sie Mitglied des Sportvereins „Vārpa“. 1963 wurde sie Mitglied bei Dynamo Riga, wo sie ihren Durchbruch schaffte. Von 1963 bis 1970 gewann sie zwölf Medaillen bei den sowjetischen Meisterschaften auf der Straße und Bahn, davon dreimal den Titel.
Von 1964 bis 1967 nahm Sonka als Mitglied der sowjetischen Straßenradsport-Nationalmannschaft an den Straßenradsport-Weltmeisterschaften teil. Ihren größten internationalen Erfolg erzielte sie bei den Weltmeisterschaften 1964 in Sallanches, als sie als erste sowjetische Radrennfahrerin überhaupt Weltmeisterin im Straßenrennen wurde. Ihre Medaille und das Weltmeistertrikot sind heute im lettischen Sportmuseum in Riga ausgestellt.
Ihren letzten Wettkampf bestritt Sonka bei den sowjetischen Meisterschaften 1970, wo sie mit dem lettischen Team die Bronzemedaille gewann. Bis 1990 war sie als Trainerin bei Dynamo Riga aktiv.

## Ehrungen
- 1965 – Verdienter Meister des Sports der UdSSR[1]

## Erfolge
1963
- Sowjetische Meisterin – Mannschaftsverfolgung

1964
- Weltmeisterin – Straßenrennen
- Sowjetische Meisterin – Mannschaftszeitfahren

1968
- Sowjetische Meisterin – Einzelzeitfahren